# Futbol'ny Klub Haradzeja
Il Futbol'ny Klub Haradzeja, meglio conosciuto come Haradzeja, è stata una società calcistica bielorussa con sede nella città di Haradzeja.

## Storia
La società, fondata nel 2004 come squadra di calcio a 5, crea la sezione calcistica nel 2007 che entrata a far parte della quarta divisione bielorussa, nel campionato dilettantistico della regione di Minsk nello stesso anno, prima di raggiungere la Druhaja liha, che corrisponde al terzo livello del sistema bielorusso, nel 2008.
Dopo tre stagioni in Druhaja liha, la squadra ha vinto la terza divisione ed è approdata in Peršaja Liha nel 2011, dove ha chiuso al terzo posto la sua prima stagione. Il Haradzeja raggiunse la seconda posizione l'anno successivo ma non riuscì a raggiungere la promozione. Ha terminato di nuovo secondo nel 2013, ma ha nuovamente fallito il salto nella serie superiore. Nella stagione 2015 termina il campionato al secondo posto e guadagna la promozione nella Vyšėjšaja Liha per la prima volta nella sua storia.
Per la sua prima stagione Vyšėjšaja Liha, il club ha chiuso al nono posto nel 2016, posizione in cui ha terminato nelle due stagioni successive, peggiorando di una posizione ed arrivando quindi settima nel 2019.

## Palmarès

### Competizioni nazionali
- Druhaja liha: 1

2010

## Colori e simboli

### Colori
I colori della maglia dello Haradzeja sono il verde ed il bianco.

## Strutture

### Stadio
Lo Haradzeja gioca le partite casalinghe allo stadio Haradzeja.

## Organico

### Rosa 2020
| N. |                        | Ruolo | Calciatore         |
| -- | ---------------------- | ----- | ------------------ |
| 1  | Bielorussia (bandiera) | P     | Igor Dovgyallo     |
| 3  | Bielorussia (bandiera) | D     | Dmitry Ignatenko   |
| 4  | Bielorussia (bandiera) | D     | Semen Shestilovsky |
| 5  | Bielorussia (bandiera) | D     | Ilya Baglay        |
| 8  | Bielorussia (bandiera) | D     | Sjarhej Usenja     |
| 9  | Russia (bandiera)      | A     | Artyom Arkhipov    |
| 11 | Russia (bandiera)      | C     | Andrei Sorokin     |
| 12 | Serbia (bandiera)      | D     | Milan Joksimović   |
| 16 | Bielorussia (bandiera) | D     | Kiryl Paŭljučak    |
| 17 | Bielorussia (bandiera) | A     | Rostislav Shavel   |
| 19 | Bielorussia (bandiera) | C     | Michail Šybun      |
| 20 | Bielorussia (bandiera) | C     | Dmitry Baiduk      |

| N. |                        | Ruolo | Calciatore           |
| -- | ---------------------- | ----- | -------------------- |
| 21 | Bielorussia (bandiera) | C     | Yury Valavik         |
| 23 | Bielorussia (bandiera) | C     | Vladislav Morozov    |
| 24 | Russia (bandiera)      | P     | Gleb Yefimov         |
| 27 | Bielorussia (bandiera) | C     | Stanislav Sazonovich |
| 28 | Serbia (bandiera)      | C     | Lazar Sajčić         |
| 30 | Bielorussia (bandiera) | D     | Denis Yaskovich      |
| 33 | Bielorussia (bandiera) | C     | Artem Volovich       |
| 35 | Bielorussia (bandiera) | C     | Sjarhej Pušnjakŭ     |
| 72 | Bielorussia (bandiera) | D     | Aljaksandr Paznjak   |
| 94 | Russia (bandiera)      | A     | Sergei Arkhipov      |
| 95 | Bielorussia (bandiera) | P     | Maksim Makarov       |